# William Tully
Pour les articles homonymes, voir Tully.
William Tully , né le 9 décembre 1925 à Yonkers (État de New York) et mort le 21 juillet 2016 à New Rochelle, est un ancien joueur américain de tennis.

## Palmarès
- Coupe Rogers : Vainqueur en 1948